# إدوارد بيت سكوت
إدوارد بيت سكوت (بالإنجليزية: Edward Bate Scott)‏ هو موظف مدني أسترالي، ولد في 3 أبريل 1822، وتوفي في 2 يوليو 1909.